# Pterygioteuthis
Pterygioteuthis là một chi mực ống trong họ Pyroteuthidae.

## Các loài
- Pterygioteuthis gemmata
- Pterygioteuthis giardi
- Pterygioteuthis microlampas